# Salsola gypsacea
Salsola gypsacea är en amarantväxtart som beskrevs av Viktor Petrovitj Botjantsev. Salsola gypsacea ingår i släktet sodaörter, och familjen amarantväxter. Inga underarter finns listade i Catalogue of Life.